# Носово (городской округ Химки)
Носово — деревня  в Московской области России. Входит в городской округ Химки. Население — 258 чел. (2010).

## География
Деревня Носово расположена в центральной части Московской области, на северо-востоке округа, примерно в 12 км к северу от центра города Химки  и в 34 км к юго-востоку от города Солнечногорска, в 12 км от Московской кольцевой автодороги, на берегу впадающей в Клязьму реки Мещерихи, севернее аэропорта Шереметьево.
В деревне 4 улицы — Микрорайон Краснополянский, Новая, Электромонтажная и Лобненское шоссе, зарегистрировано 10 садовых товариществ. Ближайшие населённые пункты — деревни Чашниково и Перепечино.
Связана прямым автобусным сообщением с аэропортом Шереметьево, а также с городами Долгопрудный, Лобня и Химки (маршруты № 21, 38, 41 и 48).

## История

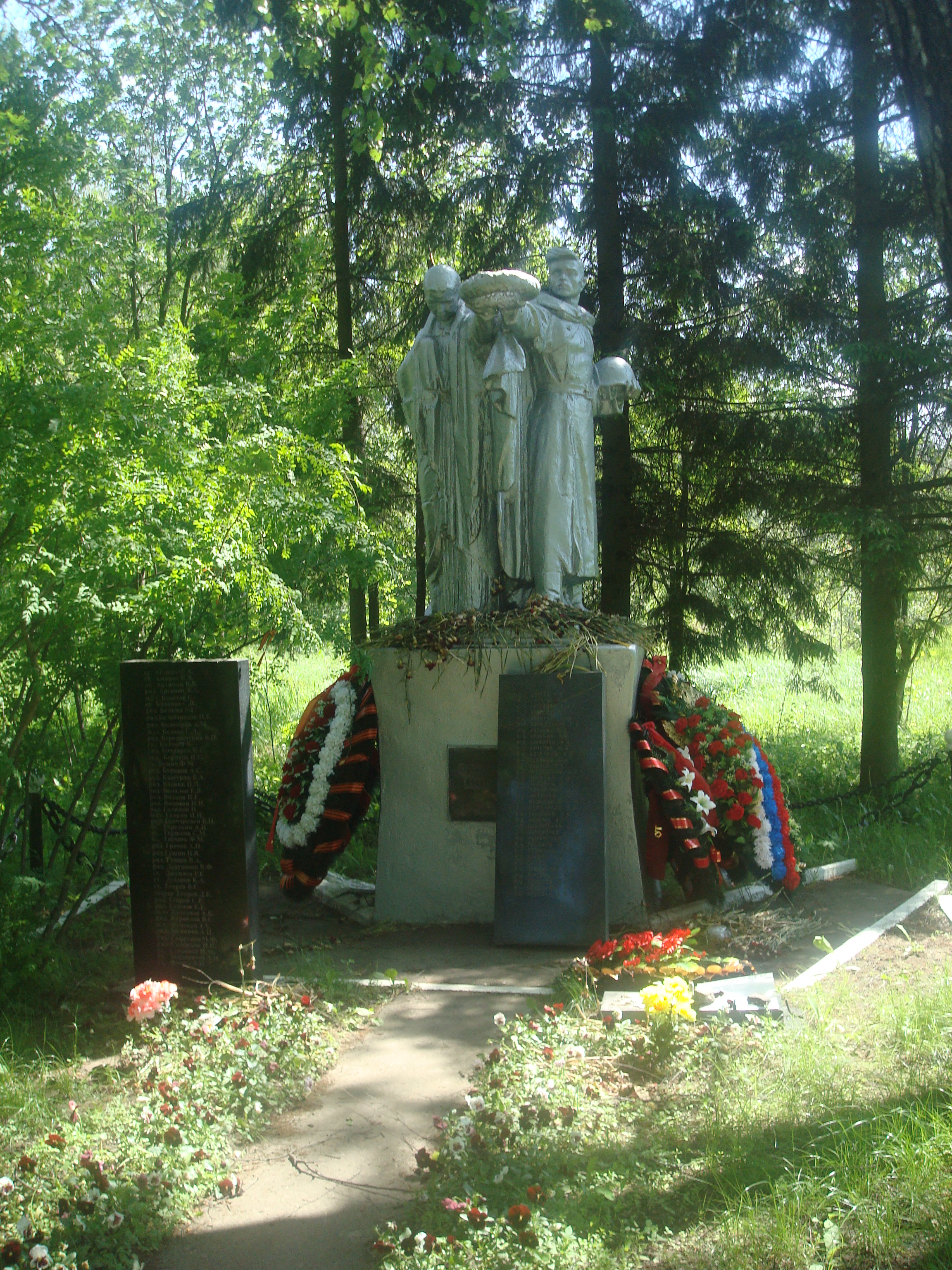
Братская могила советских воинов Носово

В «Списке населённых мест» 1862 года Носова (Носово) — владельческая деревня 4-го стана Московского уезда Московской губернии по левую сторону Рогачёвского тракта (между Дмитровским трактом и Московским шоссе), в 28 верстах от губернского города, при реке Албе, с 9 дворами и 60 жителями (32 мужчины, 28 женщин).
По данным на 1890 год входила в состав Озерецкой волости Московского уезда, число душ составляло 90 человек.
В 1913 году — 20 дворов.
По материалам Всесоюзной переписи населения 1926 года — деревня Чашниковского сельсовета Трудовой волости Московского уезда, проживало 156 жителей (66 мужчин, 90 женщин), насчитывалось 30 крестьянских хозяйств.
С 1929 года — населённый пункт в составе Коммунистического района Московского округа Московской области. Постановлением ЦИК и СНК от 23 июля 1930 года округа как административно-территориальные единицы были ликвидированы.
1929—1935 гг. — деревня Чашниковского сельсовета Коммунистического района.
1935—1939 гг. — деревня Чашниковского сельсовета Солнечногорского района.
1939—1959 гг. — деревня Чашниковского сельсовета Краснополянского района.
1959—1960 гг. — деревня Чашниковского сельсовета Химкинского района.
1960—1963 гг. — деревня Искровского сельсовета Солнечногорского района.
1963—1965 гг. — деревня Искровского сельсовета Солнечногорского укрупнённого сельского района.
1965—1994 гг. — деревня Искровского сельсовета Солнечногорского района.
В 1994 году Московской областной думой было утверждено положение о местном самоуправлении в Московской области, сельские советы как административно-территориальные единицы были преобразованы в сельские округа.
В 1994—2004 гг. деревня входила в Искровский сельский округ Солнечногорского района, в 2005—2019 годах — в Лунёвское сельское поселение Солнечногорского муниципального района, в 2019—2022 годах  — в состав городского округа Солнечногорск, с 1 января 2023 года включена в состав городского округа Химки.

## Население
| 1852 | 1859 | 1890 | 1899 | 1926 | 1966 | 1998 |
| ---- | ---- | ---- | ---- | ---- | ---- | ---- |
| 80   | ↘60  | ↗90  | ↘68  | ↗156 | ↘143 | ↘49  |
| 2002 | 2010 |      |      |      |      |      |
| ↗57  | ↗258 |      |      |      |      |      |